# Omphalogramma elegans
Omphalogramma elegans là một loài thực vật có hoa trong họ Anh thảo. Loài này được Forrest mô tả khoa học đầu tiên năm 1923.